# Roseland Ballroom

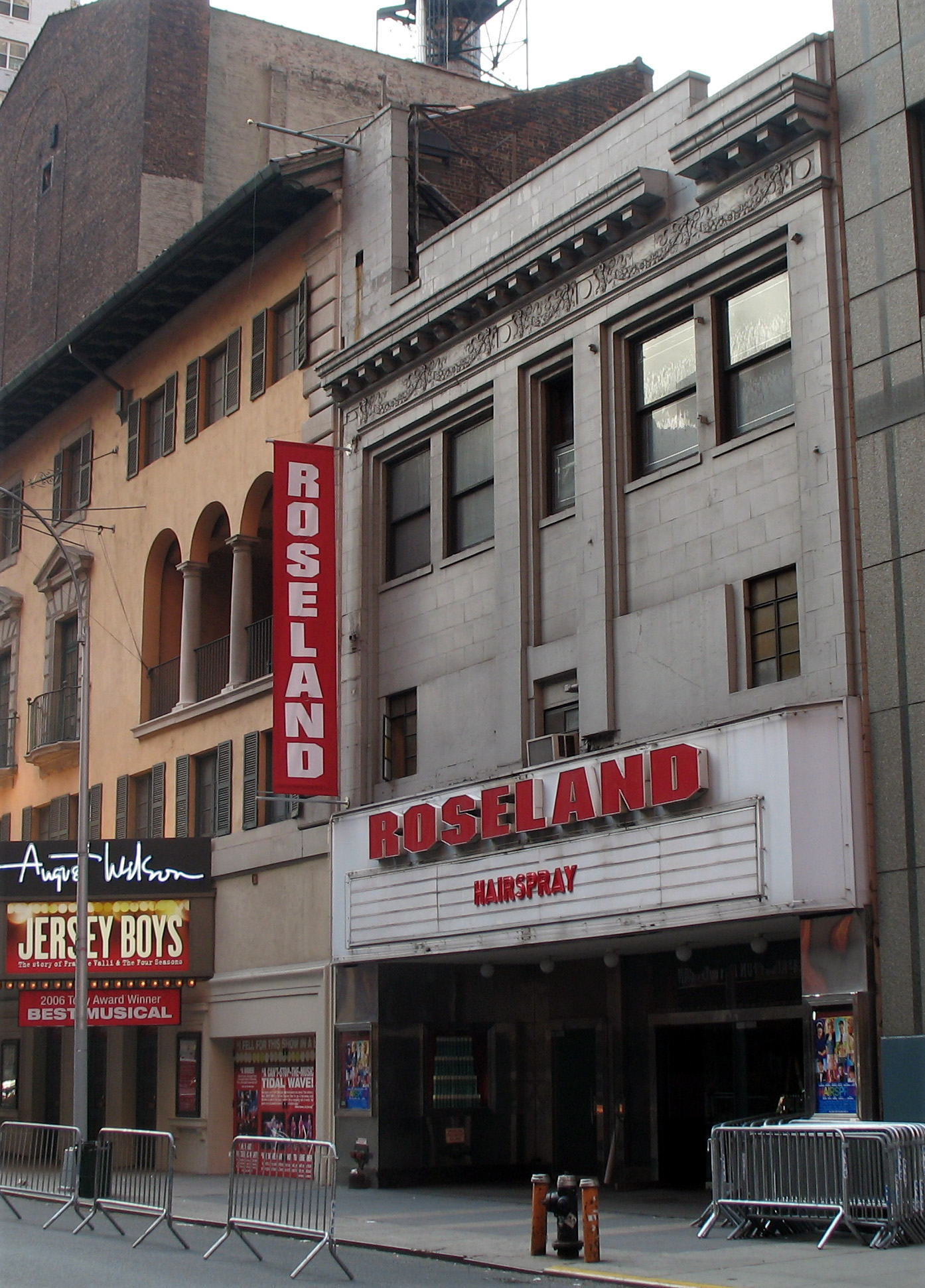
Roseland Ballroom (foto de julho de 2007)

O Roseland Ballroom (também conhecido como Roseland Dance City) foi uma casa de apresentações fechada que funciona nas instalações de uma antiga pista de patinação no gelo na cidade de Nova Iorque, Estados Unidos, na Avenida 52. O local pode acomodar 3200 pessoas sentadas.
Vários artistas já utilizaram o local para shows, incluindo Guns N Roses, Beyoncé, Madonna, Paul McCartney, Dream Theater, Dio, Nirvana, Maya Simantov, Grace Jones, Ramones, Alanis Morissette, X Japan e o ultimo sendo da cantora Lady Gaga.